# Navarras monarker
Dette er en oversigt over kongerne og dronningerne af Pamplona, senere Navarra. Pamplona var det primære navn for kongeriget indtil dens forening med Kongeriget Aragonien (1076–1134). Imidlertid begyndte man at anvende den territoriale betegnelse Navarra som et alternativ navn i det sene 10. århundrede, og navnet Pamplona blev beholdt godt ind i det tolvte århundrede. 

## Huset Íñiguez ,? 824-905
Íñiguez-dynastiet krediteres med grundlæggelsen af det navarriske rige (af Pamplona) i eller omkring 824, hvor det rejste sig mod et forsøg på at udvide den franske (karolinske) magt til regionen. Det blev styrtet i 905, da en anti-Cordoba-koalition placerede Jiménez-dynastiet ved magten. 
| Navn                       | Portræt      | Født                  | Ægteskab     | Død             |
| -------------------------- | ------------ | --------------------- | ------------ | --------------- |
| Íñigo Arista ? 824-851/2   | Íñigo Arista |                       | 4 børn       | 851/2           |
| García Íñiguez 851 / 2-882 |              | søn af Íñigo Arista   | 5 børn       | 882             |
| Fortún Garcés 882-905      |              | søn af García Íñiguez | Auria 5 børn | 922 (afsat 905) |

## Huset Jiménez, 905–1234
I 905 tvang en koalition af nabostater Fortún Garcés til at gå i kloster og kronede i hans sted et medlem af et nyt dynasti. Under det begyndte navnet Navarra at erstatte Pamplona. 
| Navn                              | Portræt                 | Født                                                      | Ægteskab                                                                     | Død                                     |
| --------------------------------- | ----------------------- | --------------------------------------------------------- | ---------------------------------------------------------------------------- | --------------------------------------- |
| Sancho 1. 905–925                 |                         | søn of García Jiménez og Dadildis de Pallars              | Toda af Navarre 6 børn                                                       | 11. december 925 Resa                   |
| Jimeno Garcés 925–931             |                         | søn af García Jiménez og Dadildis de Pallars              | Sancha af Navarra 3 children \|\|29. Maj 931                                 |                                         |
| García Sánchez 1. 931–970         |                         | 919 søn af Sancho 1. Garcés og Toda af Navarra            | (1) Andregota Galíndez af Aragonien 2 børn (2) Teresa Ramírez af Leon 3 nørn | 22. februar 970 51 år                   |
| Sancho 2. Garcés Abarca 970–994   | Sancho 2. Garcés Abarca | efter 935 søn of García Sánchez 1 og Andregota            | Urraca Fernández 4 børn                                                      | december 994                            |
| García Sánchez 2. 994–1000/1004\| |                         | søn af Sancho 2. Garcés Abarca og Urraca Fernández        | Jimena Fernández af Cea 981 4 børn                                           | 1000/1004                               |
| Sancho 3. den Store 1004–1035     | Sancho 3. den Store     | 985 søn of García Sánchez 2. og Jimena Fernández af Cea   | Muniadona af Kastilien 1010 4 children                                       | 18. oktober 1035                        |
| García Sánchez 3. 1035–1054       |                         | 1016 søn af Sancho 3. den Store og Muniadona af Kastilien | Stephanie af Barcelona 1038 9 børn                                           | 15. september 1054 Slaget ved Atapuerca |
| Sancho 4. Garcés 1054–1076        |                         | 1039 søn af García Sánchez 3. og Stephanie af Barcelona   | Placencia 1068 3 børn                                                        | 4. Juni 1076 Peñalén                    |

Efter mordet på Sancho 4. blev Navarra delt af fætrene Alfons 6. af Kastilien og Sancho Ramírez af Aragonien. Denne blev konge. Det førte til mere end et halvt århundrede med aragonsk kontrol. 
| Navn                         | Portræt           | Født                                                                       | Ægteskab                                                                | Død                                     |
| ---------------------------- | ----------------- | -------------------------------------------------------------------------- | ----------------------------------------------------------------------- | --------------------------------------- |
| Sancho 5. Ramírez 1076–1094  | Sancho 5. Ramírez | 1042 søn af Ramiro 1. af Aragonien og Ermesinde af Bigorre                 | (1) Isabel af Urgel 1065 1 barn (2) Felicia af Roucy 1076 3 børn        | 4. juni 1094 Huesca ca. 52 år           |
| Peter 1. 1094–1104           | Peter 1.          | 1068 søn of Sancho 5. Ramírez af Aragonien og Navarra og Isabella af Urgel | (1) Agnes af Aquitanien 1086 2 børn (2) Bertha af Aragonien 1097 0 børn | 28. september 1104 Val d'Aran ca. 36 år |
| Alfons 1. Krigeren 1104–1134 | Alfons 1.         | 1073 søn af Ramiro 1. af Aragonien og Felicia af Roucy                     | Urraca af Kastilien 1109 0 børn                                         | 8. september 1134 Huesca ca. 61 år      |

Alfons' død førte til en arvekrise i Aragonien, og Navarra udnyttede muligheden til at genoprette et uafhængigt monarki ved at krone en barnebarn (gennem en uægte bror) af den myrdede Sancho 4. 
| Navn                                 | Portræt                      | Født                                                                | Ægteskab                                                                           | Død                     |
| ------------------------------------ | ---------------------------- | ------------------------------------------------------------------- | ---------------------------------------------------------------------------------- | ----------------------- |
| García Ramírez Genskaberen 1134–1150 | García Ramírez Genopretteren | søn af Ramiro Sánchez af Monzón og Cristina Rodríguez Díaz de Vivar | (1) Marguerite de l'Aigle 1130 4 børn (2) Urraca af Kastilien 24. juni 1144 2 børn | 21. november 1150 Lorca |
| Sancho 6. den Vise 1150–1194         | Sancho 6.                    | 1133 søn of García Ramírez og Marguerite de l'Aigle                 | Sancha af Kastilien 1157 6 børn                                                    | 27. juni 1194 Pamplona  |
| Sancho 7. den Stærke 1194–1234       | Sancho 7. den Stærke         | 1157 Tudela søn af Sancho 6. af Navarra og Sancha af Kastilien      | Konstance af Toulouse 1195 0 børn Klemence (af Hohenstaufen?) efter 1201 1 søn     | 7. april 1234 Tudela    |

## HusetChampagne, 1234–1284
Den sidste Jiménez-konge Sancho 7.'s død førte til, at Navarra-kronen gik til sønnen af hans søster Blanka, grevinde af Champagne, da hun var regent under meget af sin brors regeringstid. 
| Navn                               | Portræt                  | Født                                                                             | Ægteskab                                                                                                 | Død                                      |
| ---------------------------------- | ------------------------ | -------------------------------------------------------------------------------- | --- | ---------------------------------------- |
| Theobald 1. den Posthume 1234–1253 | Theobald 1. den Posthume | 30 May 1201 Troyes søn af Theobald 3. af Champagne og Blanka af Navarra          | (1) Gertrud af Dagsburg 1220 0 børn (2) Agnes of Beaujeu 1222 1 barn (3) Margrete af Bourbon 1232 6 børn | 8. juli 1253 Pamplona 52 år              |
| Theobald 2. den Unge 1253–1270     | Theobald 2. den Unge     | 1238 søn af Theobald 1. af Navarra og Margrete af Bourbon                        | Isabella af Frankrig 6. april 1255 0 børn                                                                | 4. december 1270 Trapani 32 år           |
| Henrik 1. den Tykke 1270–1274      | Henrik 1. den Tykke      | 1244 søn af Theobald 1. af Navarra og Margrete af Bourbon                        | Blanka af Artois 1269 2 børn                                                                             | 22. juli 1274 30 år                      |
| Johanne 1. 1274–1305               | Johanne 1.               | 14. januar 1271 Bar-sur-Seine datter af Henrik 1. af Navarra og Blanka af Artois | Filip 4. af Frankrig 16. august 1284 7 børn                                                              | 4. april 1305 Château de Vincennes 34 år |

## Huset Capet, 1284–1441

### Huset Capet, 1284–1349
Henrik uventede død efterlod hans mindreårige datter Johanne som den eneste arving til tronen. Johannes mor Blanka af Artois var regent i de næste ti år. I 1284 blev Johanne gift med den fremtidige Filip 4. af Frankrig. Det afsluttede Blankas regentskab. Filip overtog Frankrigs trone et år senere som "Konge af Frankrig og Navarra". 
| Navn                                                              | Portræt               | Født                                                                                      | Ægteskab                                                                                               | Død                                     |
| ----------------------------------------------------------------- | --------------------- | ----------------------------------------------------------------------------------------- | --- | --------------------------------------- |
| Filip 1.. den Smukke (iure uxoris) Filip 4. af Frankrig 1284–1305 | Filip 1. den Smukke   | 1268 Fontainebleau søn af Filip 3. af Frankrig og Isabella af Aragonien                   | Johanne 1. af Navarra 16. august 1284 7 børn                                                           | 29. november 1314 Fontainebleau 46 år   |
| Ludvig 1. den Stridbare Ludvig 10. af Frankrig 1305–1316          | Ludvig 10.            | 4 October 1289 Paris søn af Filip 4. af Frankrig og Johanne 1. af Navarra                 | (1) Margrete af Burgund 21. september 1305 1 barn (2) Klementia af Ungarn 19. august 1315 1 barn       | 5. juni 1316 Vincennes 26 år            |
| Johan 1. den Posthume Johan 1. af Frankrig 1316                   | Johan 1. den Posthume | 15. november 1316 Paris søn af Ludvig 10. af Frankrig og Klementia af Ungarn              | Aldrig gift                                                                                            | 20. november 1316 Paris 5 dage          |
| Filip 2. den Høje Filip 5. af Frankrig 1316–1322                  | Filip 2. den Høje     | 1292 Lyon søn af Filip 4. af Frankrig og Johanne 1. af Navarra                            | Johanne 2. af Burgund 1307 7 børn                                                                      | 3. januar 1322 Longchamp 29 år          |
| Karl 1. den Smukke Charles IV af Frankrig 1322–1328               | Karl 1. den Smukke    | 19. juni 1294 Clermont søn af Filip 4. af Frankrig og Johanne 1. af Navarra               | (1) Blanka af Burgund 1307 2 børn (2) Marie af Luxemburg 1322 2 børn (3) Johanne af Évreux 1325 3 børn | 1. februar 1328 Vincennes 34 år         |
| Johanne 2. af Navarra 1328–1349                                   | Johanne 2.            | 28 January 1312 Charenton-le-Pont datter af Ludvig 10. af Frankrig og Margrete af Burgund | Filip af Évreux 18. juni 1318 8 børn                                                                   | 6. oktober 1349 Charenton-le-Pont 37 år |

### Huset Évreux, 1328–1441
Efter Ludvig og hans nyfødte søns død holdt hans brødre Philip og Charles kronerne i Frankrig og Navarra indtil deres død. Så overgik Frankrigs krone til Philip af Valois, en fjern fætter, der ikke stammede fra Joan I, og Navarras krone gik til Louis' datter Joan II. Joan regerede sammen med sin mand Philip III til hans død og alene til hendes død.
| Navn                                      | Portræt           | Født                                                                          | Ægteskab                                                                                          | Død                                              |
| ----------------------------------------- | ----------------- | ----------------------------------------------------------------------------- | ------------------------------------------------------------------------------------------------- | ------------------------------------------------ |
| Filip 3. den Vise (jure uxoris) 1328–1343 | Filip 3. den Vise | 27. Marts 1306 søn af Ludvig, greve af Evreux og Margrete af Artois           | Johanne 2. af Navarra 18. juni 1318 8 børn                                                        | 16. september 1343 Jerez de la Frontera 37 år    |
| Karl 2. af Navarra 1349–1387              | Karl 2. den Onde  | 10. oktober 1332 Évreux søn af Filip af Évreux and Johanne 2. af Navarra      | Johanne af Frankrig 12. februar 1252 7 børn                                                       | 1. januar 1387 Pamplona 54 år                    |
| Karl 3. den Ædle 1387–142                 | Karl 3. den Ædle  | 22 July 1361 Mantes-la-Jolie son of Karl 2. af Navarra og Johanne af Frankrig | Eleanora af Kastilien 1375 8 børn                                                                 | 8. september 1425 Olite 64 år                    |
| Blanka 1. 1425–1441                       |                   | 1387 Pamplona datter af Karl 3. af Navarra and Eleanora af Kastilien          | (1) Martin 1. af Sicilien 26. december 1402 1 barn (2) Johan 2. af Aragonien 10. juni 1420 4 børn | 3. april 1441 Santa María la Real de Nieva 56 år |

## Huset Trastámara, 1425–1479
Blanka (1.) regerede sammen med sin mand Johan 2. I 1458 arvede Johan Kongeriget Aragonien fra sin ældre bror. Efter hans død gik Navarras krone til Eleanora, hans og Blankas eneste levende barn, mens hans aragonesiske krone gik til Ferdinand 2. af Aragonien, søn af Johan og hans anden kone Juana Enríquez.
| Navn                                                               | Portræt           | Født                                                                                        | Ægteskab                                                                           | Død                             |
| ------------------------------------------------------------------ | ----------------- | ------------------------------------------------------------------------------------------- | ---------------------------------------------------------------------------------- | ------------------------------- |
| Johan 2. af den Store 1425–1441 (iure uxoris) 1425–1479 (de facto) | John 2. den Store | 29. juni 1397 Medina del Campo søn af Ferdinand 1. af Aragonien og Eleanora af Alburquerque | (1) Blanka 1. af Navarra 10. juni 1420 4 børn (2) Juana Enríquez april 1444 2 børn | 20. januar 1479 Barcelona 81 år |
| Eleanora 1479                                                      |                   | 2. februar 1425 Olite datter af Johan 2. af Aragonien og Blanka 1. af Navarra               | Gaston 4., greve af Foix 22. december 1441 11 børn                                 | 12. februar 1479 Tudela 54 år   |

### Titulær konge og dronning af Navarra
Efter Blankas død i 1441 beholdt Johan Navarras krone, til han døde 38 år senere. En konflikt med hans søn førte til Navarriske borgerkrig. Selvom nogle af kilderne betragter Karl og Blanka som de legitime monarker, var de facto kongen af Navarra stadig Johan 2. 
Eleanora gjorde ikke krav på at være dronning før hendes fars død. 
| Navn                                   | Portræt       | Født                                                                       | Ægteskab                                         | Død                                |
| -------------------------------------- | ------------- | -------------------------------------------------------------------------- | ------------------------------------------------ | ---------------------------------- |
| Karl 4. 1441–1461 (de jure, titulær)   | Karl af Viana | 29. maj 1421 Peñafiel søn af Johan 2. af Aragonien og Blanka 1. af Navarra | Agnes af Kleve 30. september 1439 0 børn         | 23. september 1461 Barcelona 40 år |
| Blanka 2. 1461–1464 (de jure, titulær) |               | 1424 Olite datter af Johan 2. af Aragonien og Blanka 1. af Navarra         | Henrik 4. af Kastilien 16. september 1440 0 børn | 2. december 1464 Orthez 40 år      |

## HusetFoix, 1479–1517
Eleanora, der havde allieret sig med sin far mod sin bror og søster, overlevede sin far med kun tre uger. På det tidspunkt var hun enke efter Gaston 4., greve af Foix, og deres ældste søn Gaston af Foix, prins af Viana var også død. Hun blev fulgt af sit barnebarn Frans.
| Navn                    | Portræt | Født                                                                                | Ægteskab                                | Død                                   |
| ----------------------- | ------- | ----------------------------------------------------------------------------------- | --------------------------------------- | ------------------------------------- |
| Frans Phoebus 1479–1483 |         | 12. april 1467 Béarn søn af Gaston af Foix, Prins af Viana, and Magdalena af Valois | Aldrig gift                             | 12. february 1483 Pau 16 år           |
| Katarina 1483–1517      |         | 1468 datter af Gaston af Foix, Prins af Viana, and Magdalena af Valois              | Johan 3. af Navarra januar 1484 13 børn | 12. februar 1517 Mont-de-Marsan 49 år |

## Huset Albret, 1484–1513
Katarina regerede sammen med sin mand Johan 3. Efter hans død regerede hun alene i otte måneder til sin død. I løbet af deres regeringstid blev Navarra besejret af Ferdinand 2. af Aragonien i 1512. Det resulterede i tabet af hele dets territorium syd for Pyrenæerne med den kongelige hovedstad Pamplona. Ferdinand, søn af Johan 2. og hans anden hustru og dermed halvbror til Katarinas bedstemor Eleanora, blev derefter kronet til konge af Navarra, og den del af titlen nedarvedes gennem de aragonesiske og spanske monarker. Katherina og Johan 3. havde kun Nedre Navarra, en brøkdel af kongerigets tidligere territorium, der ligger på nordsiden af Pyrenæerne, som var forenet med andre landområder i Frankrig, der var under deres kontrol.
| Navn                                    | Portræt | Født                                                                               | Ægteskab                                | Død                     |
| --------------------------------------- | ------- | ---------------------------------------------------------------------------------- | --------------------------------------- | ----------------------- |
| Johan 3. (jure uxoris) 1484–1513 (1516) |         | 1469 Ségur-le-Château søn af Allan 1. af Albret and Francoise of Châtillon-Limoges | Katarina af Navarra januar 1484 13 børn | 14. juni 1516 Pau 47 år |

## Huset Trastamara, 1513-1516
| Navn                   | Portræt      | Født                                                                     | Ægteskab                                         | Død                               |
| ---------------------- | ------------ | ------------------------------------------------------------------------ | ------------------------------------------------ | --------------------------------- |
| Ferdinand 1. 1513–1516 | Ferdinand 2. | 1452 Sos del Rey Católico søn af Johan 2. af Aragonien og Juana Enríquez | Isabella 1. af Kastilien 19. oktober 1469 5 børn | 23. januar 1516 Madrigalejo 63 år |

## Opdelingen af kongeriget

### Nedre Navarra
I 1530 besluttede Karl 5. definitivt at give afkald på Nedre Navarra på grund af umuligheden af at kontrollere det, da blev effektivt styret af Henrik 2., mens Karl 5. og hans mor Johanne 3. fortsatte som regenter i Øvre Navarra. 
Katarina og Johan 3. sad tilbage med den del af kongerigets tidligere territorium, der ligger på nordsiden af Pyrenæerne, som var forenet med andre landområder i Frankrig, der var under deres kontrol. 

#### Huset Albret, 1513–1572
| Navn                       | Portræt    | Født                                                                                 | Ægteskab                                 | Død                         |
| -------------------------- | ---------- | ------------------------------------------------------------------------------------ | ---------------------------------------- | --------------------------- |
| Henrik 2. (1517) 1530–1555 | Henrik 2.  | 18. april 1503 Sangüesa søn af Johan 3. af Navarra og Katarina af Navarra            | Margrete af Angoulême 1526 2 børn        | 25. maj 1555 Hagetmau 52 år |
| Johanne 3. 1555–1572       | Johanne 3. | 16. november 1528 Saint-Germain-en-Laye datter af Henrik 2. og Margrete af Angoulême | Anton af Bourbon 20. oktober 1548 5 børn | 9. Juni 1572 Paris 43 år    |

#### Huset Bourbon, 1572–1620
Johanne 3. regerede sammen med sin mand Anton til hans død og alene til sin død. Deres søn Henrik (IV) blev konge af Frankrig i 1589 og tog besiddelse af kongeriget i 1593, da de franske religionskrige blev afsluttet. Derefter overgik Navarras krone til kongerne af Frankrig. I 1620 blev kongeriget fusioneret med Frankrig. Dog fortsatte de franske konger med at bruge titlen Konge af Navarra til 1791, og den blev genanvendt igen fra 1814 til 1830 under Bourbon-restaurationen. 
| Navn                                                      | Portræt   | Født                                                                                        | Ægteskab                                                                                   | Død                                       |
| --------------------------------------------------------- | --------- | ------------------------------------------------------------------------------------------- | ------------------------------------------------------------------------------------------ | ----------------------------------------- |
| Anton (iure uxoris) 1555–1562                             | Anton     | 22. april 1518 La Fère, Pikardiet søn af Karl af Vendôme and Françoise af Alençon           | Johanne 3. af Navarra 20. oktober 1548 5 børn                                              | 17. november 1562 Les Andelys, Eure 44 år |
| Henrik 3. den Store Henrik 4. af Frankrig 1572–1610       | Henrik 3. | 13 December 1553 Pau søn af Anton af Bourbon og Johanne 3. af Navarra                       | (1) Margrete af Valois 18. August 1572 0 børn (2) Marie af Medici 17. december 1600 6 børn | 14. maj 1610 Paris 56 år                  |
| Ludvig 2. den Retfærdige Ludvig 13. af Frankrig 1610–1620 | Ludvig 2. | 27. september 1601 Château de Fontainebleau søn af Henrik 4. af Frankrig og Marie af Medici | Anna af Østrig 24. november 1615 6 børn                                                    | 14. Maj 1643 Paris 41 år                  |

### Øvre Navarra

#### Huset Trastamara, 1516-1555[6]
| Navn                 | Portræt    | Født                                                                                   | Ægteskab                                              | Død                              |
| -------------------- | ---------- | -------------------------------------------------------------------------------------- | ----------------------------------------------------- | -------------------------------- |
| Johanne 3. 1516-1555 | Johanne 3. | 6. november 1479 Toledo datter af Ferdinand 1.. af Navarra og Isabella 1. af Kastilien | Filip den Smukke af Kastilien 20. oktober 1496 6 børn | 12. april 1555 Tordesillas 75 år |

#### Huset Østrig, 1516-1700
| Navn               | Portræt                                                      | Født                                                                                | Ægteskab | Død                               |
| ------------------ | ------------------------------------------------------------ | ----------------------------------------------------------------------------------- | --- | --------------------------------- |
| Karl 4. 1516-1556  | Karl 4.                                                      | 24. februar 1500 Gent søn af Filip den Smukke af Kastilien og Johanne 3. af Navarra | Isabella af Portugal 11. marts 1526 3 børn | 21. september 1558 Yuste 58 år    |
| Filip 4. 1556-1598 | Filip 2.                                                     | 21. maj 1527 Valladolid søn af Karl 4. af Navarra og Isabella af Portugal           | (1) Maria Manuela af Portugal 15. november 1543 1 barn (2) Maria 1. af England 25. juli 1554 0 børn (3) Elisabeth af Valois 22. juni 1559 2 børn (4) Anna af Østrig 14. november 1570 3 børn | 13. September 1598 Escorial 71 år |
| Filip 5. 1598-1621 | Retrato de Felipe III de España (Palacio Real de Madrid).jpg | 14. april 1578 Madrid søn af Filip 4. af Navarra og Anna af Østrig                  | Margrete af Østrig 18. april 1599 5 børn | 31. Marts 1621 Madrid 42 år       |
| Filip 6. 1621-1665 | Philip IV of Spain.jpg                                       | 8. april 1605 Valladolid søn af Filip 6. og Margrete af Østrig                      | (1) Elisabeth af Frankrig 25. november 1615 2 børn (2) Maria Anna af Østrig 7. oktober 1649 2 børn                                                                                           | 17. september 1665 Madrid 60 år   |
| Karl 5. 1665-1700  | Karl II. (1661 - 1700), König von Spanien.jpg                | 6. november 1661 Madrid søn af Filip 6. af Navarra og Maria Anna af Østrig          | Marie Louise af Orléans 19. november 1679 0 børn Maria Anna af Neuburg 28. august 1689 0 børn                                                                                                | 1. november 1700 Madrid 38 år     |

#### Huset Bourbon, 1700-1833
| Navn                     | Portræt                                                                    | Født                                                                                               | Ægteskab | Død                             |
| ------------------------ | -------------------------------------------------------------------------- | -------------------------------------------------------------------------------------------------- | --- | ------------------------------- |
| Filip 7. 1700-1724       | Miguel Jacinto Meléndez - Felipe V, duque de Anjou (Museo del Prado) 2.jpg | 19. december 1683 Château de Versailles søn af Ludvig af Frankrig og Maria Anna Victoria af Bayern | (1) Marie Louise af Savoyen 2. november 1701 2 børn (2) Elisabeth Farnese 24. december 1714 6 børn | 9. juli 1746 Madrid 62 år       |
| Ludvig 2. 1724           | Luis I of Spain in 1724 by Melendez.jpg                                    | 25. august 1707 Madrid søn af Filip 7. af Navarra og Marie Louise af Savoyen                       | Louise Élisabeth af Orléans 20. januar 1722 0 børn | 31. august 1724 Madrid 17 år    |
| Filip 7. 1724-1746       | Miguel Jacinto Meléndez - Felipe V, duque de Anjou (Museo del Prado) 2.jpg | 19. december 1683 Château de Versailles søn af Ludvig af Frankrig og Maria Anna Victoria af Bayern | (1) Marie Louise af Savoyen 2 børn (2) Elisabeth Farnese 6 børn | 9. juli 1746 Madrid 62 år       |
| Ferdinand 2. 1746-1759   | Fernando VI - Louis Michel van Loo.png                                     | 23. september 1713 Madrid søn af Filip 7. af Navarra og Marie Louise af Savoyen                    | Barbara af Portugal 1729 0 børn | 10. august 1759 Madrid 45 år    |
| Karl 6. 1759-1789        | Carlos III cazador.jpg                                                     | 20. januar 1716 Madrid søn af Filip 7. af Navarra og Elisabeth Farnese                             | Maria Amalia af Sachsen 9. juni 1738 13 børn | 14. december 1788 Madrid 72 år  |
| Karl 7. 1789-1808        | Museo_Provincial_de_Zaragoza_-_PC301840.jpg                                | 11. november 1748 Portici, Kongeriget Napoli søn af Karl 6. af Navarra og Maria Amalia af Sachsen  | Marie Louise af Parma 4. september1765 14 børn | 20. januar 1819 Madrid 70 år    |
| Ferdinand 3. 1808-1833\| | Ferdinand 3.                                                               | 14. oktober 1784 Madrid søn af Karl 7. af Navarra og Marie Louise af Parma                         | (1) Maria Antonia af Napoli og Sicilien 6. oktober 1802 0 børn (2) Maria Isabella af Portugal 29. september 1816 2 børn (3) Maria Josepha af Sachsen 20. oktober 1819 0 børn (4) Maria Christina af Begge Sicilier 11. december 1829 2 børn | 29. september 1833 Madrid 48 år |

## Nuværende prætendenter
- Louis Alphonse, hertug af Anjou, er den nuværende legitimistiske prætendent til kongerigerne Frankrig og Navarra. Hans krav på Navarras trone er baseret på dens forening med den franske trone under Ludvig 13., og undtager enhver efterfølgende kvindelig arvefølge.
- Jean, greve af Paris, er den nuværende Orleanist prætendent til Frankrig og Navarra. Hans krav på Navarras trone er baseret på dens forening med den franske trone under Ludvig 13., og undtager enhver efterfølgende kvindelig arvefølge.
- Felipe 6. af Spanien bruger titlen Konge af Navarra som en del af hans mere udvidede titler, arvet fra de tidligere monarker i Spanien (Kastilien og Aragonien) og er baseret på Ferdinand 2. af Aragoniens erobring af størstedelen af det gamle rige.
- Sixtus Enrique af Bourbon-Parma gør krav på titlen Konge af Navarra, som en del af alle titler i det spansktalende monarki baseret på Ferdinand 2. af Aragoniens erobring af størstedelen af det gamle rige. Han betragter sig som en legitim efterfølger i overensstemmelse med de traditionelle love for Spaniens katolske monarki, støttet af karlisterne.
- Prins Pedro, hertug af Kalabrien er den nuværende arving til Kongeriget Navarra, under kongerigets egne love, der tillod kvindelig rækkefølge, i modsætning til Frankrigs Saliske lov.